# Isar (Burgos)
Pour les articles homonymes, voir Isar.
Isar est une commune espagnole de la province de Burgos dans la communauté autonome de Castille-et-León.